# Meiwa (Mie)
Meiwa (明和町, Meiwa-chō) est un bourg du district de Taki, dans la préfecture de Mie au Japon. Jusqu'au XIVe siècle, s'étendait, sur une partie de son territoire, le village de Saikū.

## Géographie

### Démographie
Au 1er février 2015, la population de Meiwa s'élevait à 22 535 habitants répartis sur une superficie de 41,04 km2.

## Culture locale et patrimoine

### Patrimoine naturel
Le bourg de Meiwa possède un parc floral dans lequel sont entretenues des colonies d'iris du Japon, appelées iris de Saigū et classées monument naturel national depuis 1936. Dans cette zone humide, des fleurs violettes d'iris s'épanouissent de début juin à mi-mai,.